# 果川消防署
果川消防署（クァチョンしょうぼうしょ）は京畿道消防災難本部所属の消防署である。

## 管轄区域
- 果川市

## 沿革
- 1984年12月1日 - 開設。業務開始。管轄区域は始興郡のうち果川面。
- 1986年1月1日 - 果川面の市制施行に伴い、管轄区域が果川市になる。
- 1999年2月1日 - 儀旺市のうち内蓀1洞と2洞、清渓洞を軍浦消防署から編入。管轄区域が果川市と儀旺市のうち内蓀1洞と2洞、清渓洞になる。
- 2007年6月28日 - 義王消防署開設に伴い、管轄区域が果川市になる。

## 119安全センター
| 119安全センター     | 住所               | 管轄区域                                      | 地域隊 |
| ------------------- | ------------------ | --------------------------------------------- | ------ |
| 中央119安全センター | 果川市トンヨン路12 | 果川市（果川119安全センターの管轄区域を除く） |        |
| 果川119安全センター | 果川市クンマル路30 | 果川市のうち莫渓洞、果川洞、注岩洞            |        |